# Expedição Shackleton–Rowett

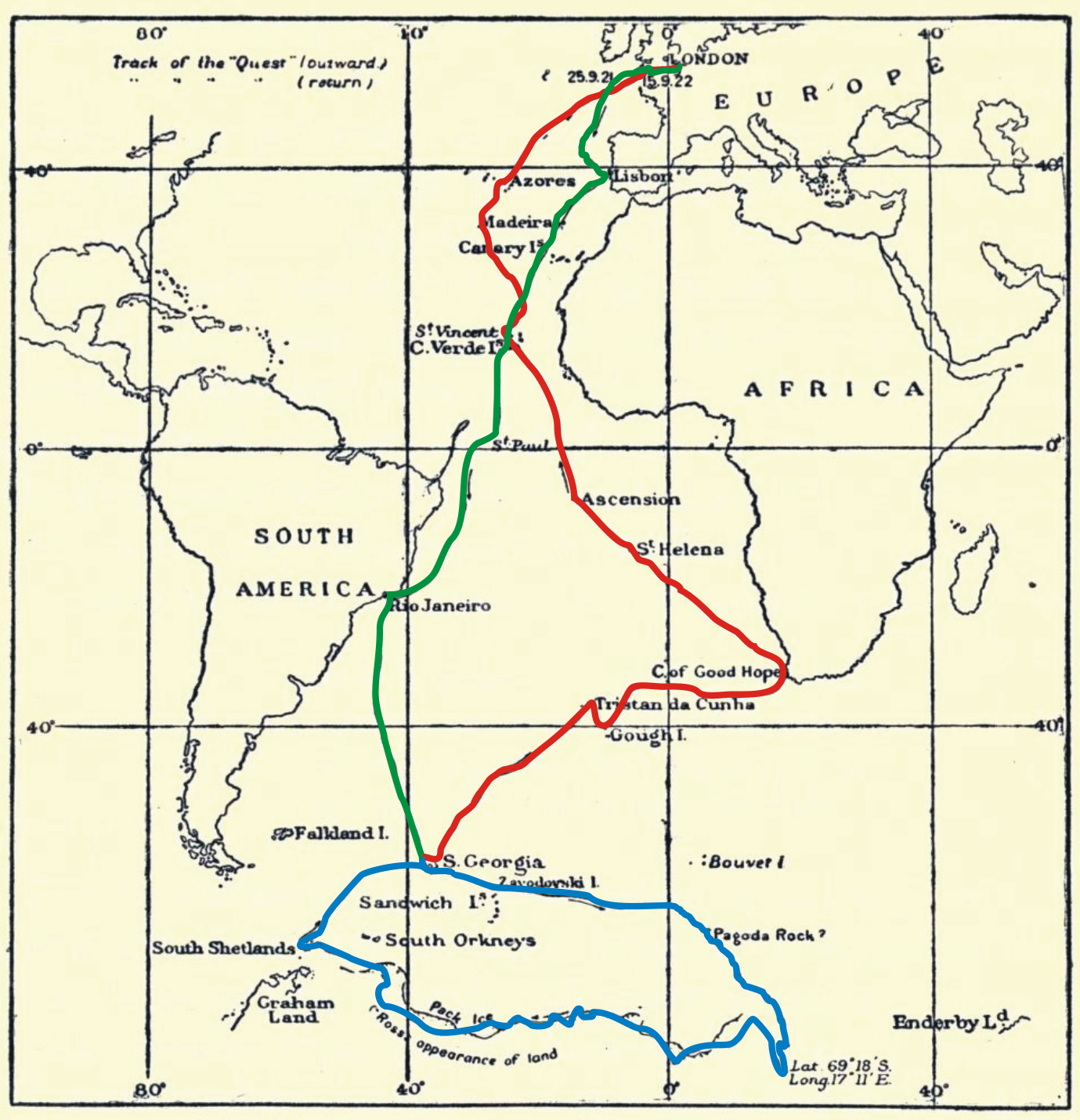
As diferentes rotas da expedição:
(verde) viagem para sul até à Geórgia do Sul;
(azul) viagem pelos bancos de gelo;
(vermelho) viagem de regresso a Plymouth.

A Expedição Shackleton–Rowett (1921–22) foi o último projeto de exploração da Antártida de sir Ernest Henry Shackleton, e o fim da Idade Heroica da Exploração da Antártica. A expedição, financiada pelo empresário John Quiller Rowett é, por vezes, designada por Expedição Quest devido ao nome do seu navio Quest, um baleeiro norueguês transformado. O plano inicial de Shackleton era explorar o mar de Beaufort, do oceano Ártico, mas abandonou a ideia pois o governo canadiano suspendeu o apoio financeiro. O Quest, mais pequeno que qualquer outra embarcação da recente exploração antártica, mostrou-se inadequado para a sua tarefa, e a viagem para sul foi atrasada pela sua fraca eficácia de progressão no mar e por problemas frequentes no motor. Mesmo antes da expedição ter início, Shackleton morre a bordo do navio, pouco depois de ter chegado às ilhas Geórgia do Sul e Sandwich do Sul.
A maior parte da expedição que se seguiu foi uma viagem de três meses pela zona este da Antártida, liderada pelo imediato Frank Wild. Por estas águas, os pontos fracos do Quest começaram a fazer-se sentir: velocidade lenta, grande consumo de combustível, tendência para adornar em águas mais agitadas e infiltração constante de água. O navio não conseguiu seguir para além da longitude 20°E, muito aquém do seu objetivo mais a leste, e o fraco motor foi insuficiente para penetrar mais no gelo antártico. Após tentativas várias sem sucesso para furar a barreira de gelo, Wild regressou de barco às ilhas Geórgia do Sul, após uma visita à ilha Elefante para recordar os 21 homens que estiveram presos após o navio Endurance ter afundado durante a Expedição Transantártica Imperial, de Shackleton, seis anos antes.
Wild pensou em ficar mais uma época no gelo, e levou o navio para a Cidade do Cabo para reparação. Aqui, recebe uma mensagem de Rowett ordenando que regressasse com o navio a Inglaterra para que a expedição terminasse. Embora esta expedição não seja muito considerada na história da exploração polar, o significado da viagem do Quest é ser a última de um período áureo das explorações, e marcar o início da "Idade Mecânica" que se seguiu. No entanto, o que fica na memória desta expedição, é a morte de Shackleton.

## Antecedentes

### Depois doEndurance
Depois de ajudar ao resgate de vários homens que ficaram presos durante a sua expedição Endurance, Shackleton regressou a casa, a Inglaterra, no final do mês de Maio de 1917, no auge da Primeira Guerra Mundial. Demasiado velho para se alistar, ainda assim quis ter um papel ativo no esforço de guerra, e partiu para Murmansk com o posto temporário de major, integrando uma missão militar ao Norte da Rússia. Este papel não satisfez Shackleton, e expressou a sua insatisfação em cartas enviadas para casa: "Sinto que não tenho utilidade para ninguém a não ser quando estou frente a frente com uma tempestade em terras inóspitas." Regressou a Inglaterra em fevereiro de 1919, e começou a fazer planos para organizar um grupo que, em colaboração com o Governo Russo do Norte, iria desenvolver os recursos naturais da região. Esta ideia não teve resultados práticos pois o Exército Vermelho tomou o controlo daquela parte da Rússia durante a Guerra Civil Russa, e Shackleton foi forçado a realizar palestras para ganhar algum dinheiro. durante o Inverno de 1919–20, efetuou duas sessões por dia, seis dias por semana, durante cinco meses.

### Proposta canadiana

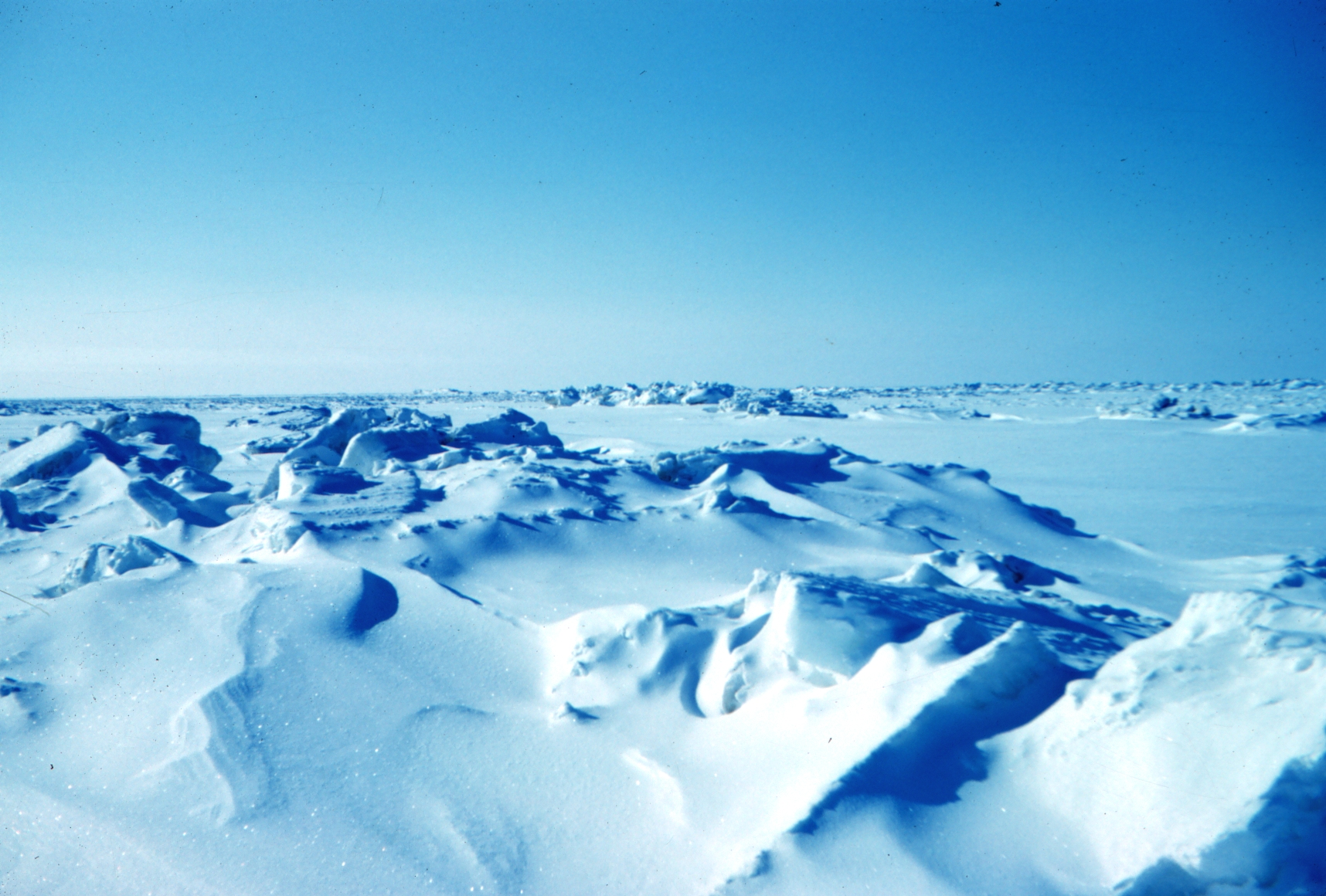
Bancos de gelo densos no mar de Beaufort.

Shackleton tinha decidido voltar a sua atenção da Antárctica para norte, e "preencher este espaço em branco chamado de mar de Beaufort". Esta região do oceano Ártico, a norte do Alasca e a oeste do Arquipélago Ártico Canadiano, estava, na sua maioria, por explorar; Shackleton acreditava, tendo por base os registos das marés, que o mar tinha grandes porções de terra por descobrir, e que "seriam de grande interesse científico para o mundo, para além do potencial valor económico ". Ele também esperava alcançar o polo de inacessibilidade norte, o ponto mais remoto da região árctica. Em Março de 1920, os seus planos receberam a aprovação geral da Real Sociedade Geográfica (RSG) e foram apoiados pelo governo do Canadá. De seguida, Shackleton deu início à recolha de fundos necessário,os quais estimou em 50 000 libras esterlinas (cerca de 1,6 milhões de libras em 2008). Mais tarde naquele ano, Shackleton encontrou, por mero acaso, um ex-colega de escola, John Quiller Rowett, o qual concordou em criar um fundo inicial para permitir a Shackleton começar a organizar a expedição. Com este dinheiro, Shackleton conseguiu, em Janeiro de 1921, comprar o baleeiro norueguês de madeira Foca I, adquirir outro equipamento, e recrutar a sua tripulação.
Em Maio de 1921, os planos canadianos foram abandonados. Com a mudança de governo (o primeiro-ministro era agora Arthur Meighen), a política relativa aos fundos da expedição foi alterada, cessando o apoio a Shackleton. A reação de Shackleton foi no sentido de reorientar a sua expedição. Em meados de Maio, o seu associado Alexander Macklin, que se encontrava no Canadá a comprar cães, recebeu um telegrama a informá-lo de que o no destino era a Antártida; a exploração do mar de Beaufort tinha sido substituída por um abrangente programa de exploração, mapeamento costeiro, prospecção mineral e pesquisa oceanográfica nas águas do sul.

## Preparativos para a Antártida

### Objetivos

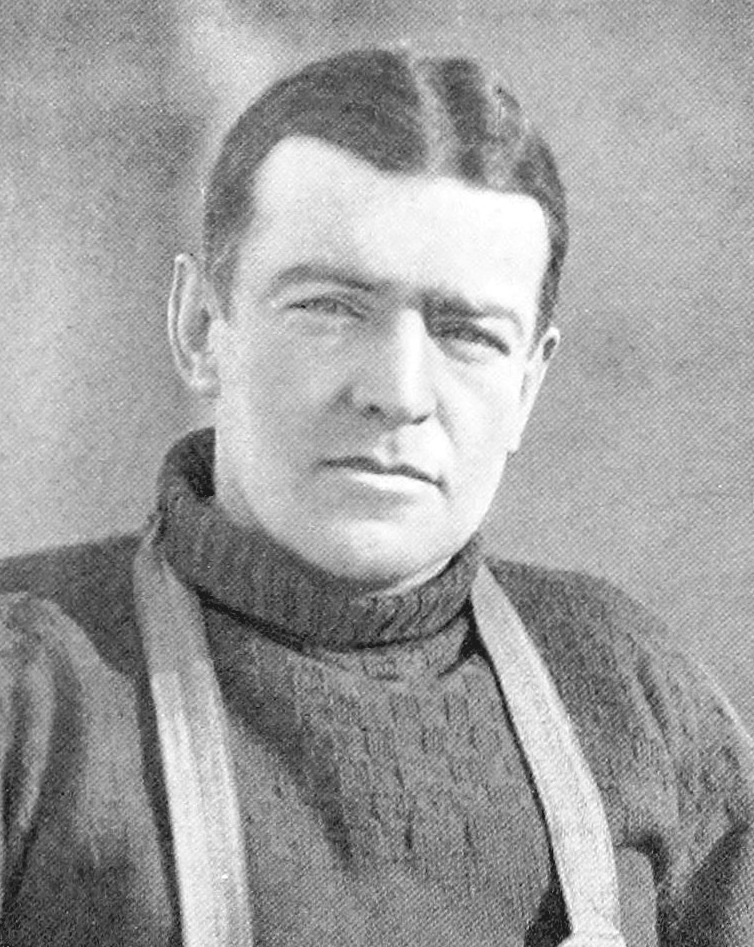
Ernest Shackleton, líder da expedição

Mesmo antes do impasse com o governo canadiano, Shackleton tinha pensado uma expedição ao sul como alternativa ao mar de Beaufort. De acordo com o bibliotecário da Hugh Robert Mill, já em março de 1920 Shackleton tinha mencionado dois possíveis planos — a exploração do mar de Beaufort Sea; e "uma expedição oceanográfica com o objetivo de visitar todas as pequenas ilhas conhecidas do Atlântico Sul e Pacífico Sul". Por volta de Junho de 1921, a sua ideia era de alargar a exploração a uma circum-navegação do continente antárctico, e o mapeamento de 3200 km de linha costeira não cartografada. Também incluía uma  busca por ilhas sub-antárcticas "perdidas" ou mal cartografadas (incluindo a Ilha Dougherty, Tuanaki e as Ilhas Nimrod), pesquisa de possíveis recursos minerais nestas ilhas, e um programa abrangente e ambicioso de pesquisa científica. Esta deveria incluir medições de profundidade à volta da ilha de Gonçalo Álvares para analisar uma alegada "ligação continental submarina entre África e a América." A biógrafa de Shackleton, Margery Fisher, caracteriza o plano como "diffuse" e  "demasiado ambicioso para um pequeno grupo de homens levar a cabo num espaço de dois anos ". De acordo com o biógrafo Roland Huntford, a expedição não tinha um objetivo principal e era "não mais do que algo improvisado, um pretexto para [Shackleton] se ir embora ".
Fisher descreve a expedição como representando "a linha separadora entre o que se tornou conhecido como a Idade Heroica da Antártida e a Idade Mecânica ". Shackleton chamou à viagem "pioneira", referindo-se, em particular, à aeronave que foi levada (mas que acabou por não ser utilizada) na expedição. De facto, este foi um, entre muitos, dos aspectos tecnológicos marcantes que marcaram o empreendimento. O cesto da gávea estava aquecido eletricamente; os locais de vigia também eram aquecidos, e estavam equipados com sistemas de transmissão sem fios e com um aparelho designado por odómetro que podia traçar e cartografar a rota do navio automaticamente. A fotografia encontrava-se por toda a parte, e  "foi adquirido um largo conjunto de câmaras, máquinas cinematográficas e diverso material fotográfico". Entre o equipamento de pesquisa oceanográfica encontrava-se um aparelho de medição de profundidade designado por Lucas.
Todo este equipamento teve origem no apoio de Rowett, que alargou o âmbito do seu patrocínio para uma cobertura total dos custos de toda a expedição. O investimento total de Rowett não é conhecido; um valor inicial calculado por Shackleton ascendia a "cerca de £100,000". Seja qual for o total, Rowett terá entrado com a maior parte do dinheiro, o que levou Frank Wild a mais tarde registar que, único entre as outras expedição antárticas daquele período, esta terminou sem qualquer dívida. De acordo com Wild, sem o apoio de Rowett, a expedição não teria sido possível: "A sua generosa atitude é ainda mais marcante pois ele sabia que não haveria retorno financeiro, e o que ele fez foi no interesse da pesquisa científica e da amizade por Shackleton." O único reconhecimento a ele atribuído foi a inclusão do seu nome à designação da expedição. Rowett era, segundo Huntford, um homem de negócios "com um olhar pesado, prosaico", co-fundador e principal contribuidor, em 1920, de um instituto de pesquisa de alimentação animal, em Aberdeen, conhecido como Rowett Research Institute (atualmente parte integrante da Universidade de Aberdeen). Ele também tinha patrocinado trabalhos de pesquisa dentária no Hospital de Middlesex. Rowett não viveria muitos mais anos depois do regresso da expedição; em 1924, aos 50 anos de idade, suicidou-se, aparentemente por problemas financeiros.

### Quest

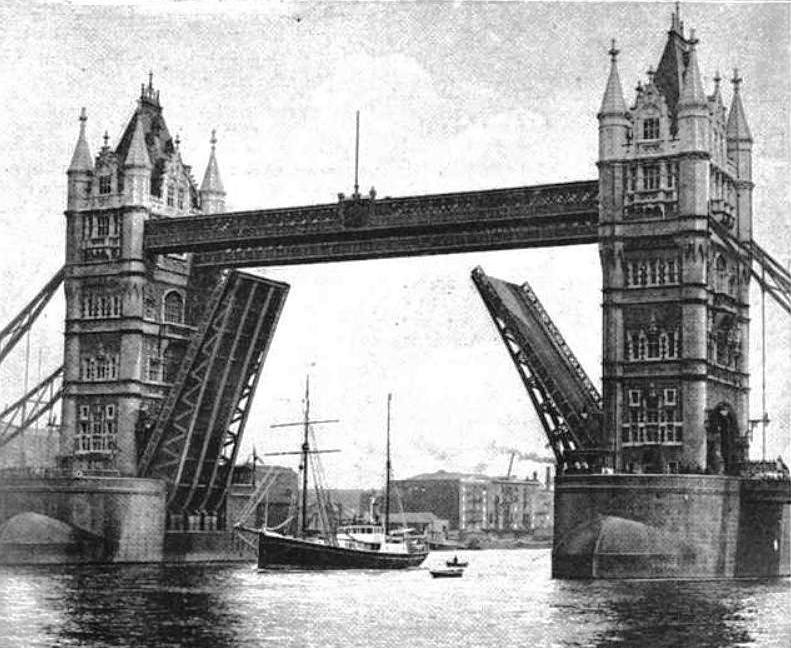
O Quest a passar pela Tower Bridge, Londres

Em março de 1921, Shackleton mudou o nome do navio da expedição para Quest. Era um pequeno navio, 125 tons de acordo com Huntford, à vela e com um motor auxiliar capaz de atingir oito nós, mas que, raramente, passava dos 5,5.  Fisher apresenta-o como construído em 1917, um peso de 204 tons, e um largo e espaçoso convés.  Embora estivesse equipado com  equipamentos modernos, tal como eletricidade nas cabinas, não era adequado para longas viagens oceânicas; Shackleton, no primeiro dia de viagem, comentou que "de modo algum, estamos adequados ou preparados para ignorar até a mais pequena tempestade ". Leif Mills, na sua biografia de Frank Wild, refere que, se o navio tivesse sido levado para o mar de Beaufort de acordo com os planos originais de Shackleton, provavelmente teria sido esmagado pelos bancos de gelo do Ártico. Na sua viagem para sul, foi frequentemente danificado, obrigando a ser reparado em todos os portos de paragem.

### Membros da expedição
O jornal The Times tinha noticiado que Shackleton planeava levar uma dúzia de homens para o Ártico, "aqueles que o tinham acompanhado em expedições anteriores ". Quando partiu de Londres, o Quest levava a bordo 20 homens, dos quais oito antigos companheiros do Endurance; outro, James Dell, era um veterano do Discovery, 20 anos antes. Alguns do Endurance ainda não tinham recebido pela sua participação naquela expedição, mas mostraram-se preparados para se juntar a Shackleton pela sua lealdade a este.

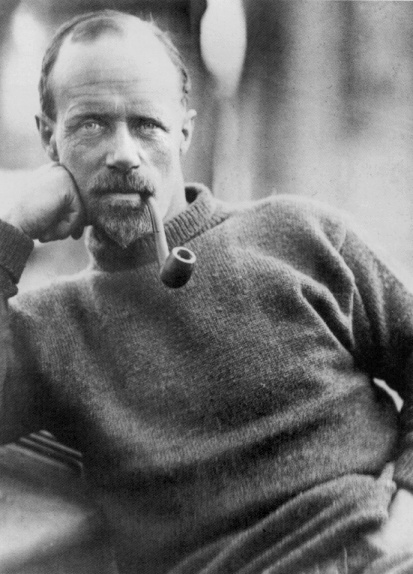
Frank Wild, o segundo-no-comando da expedição.

Frank Wild, na sua quarta viagem com Shackleton, foi escolhido para a posição de segundo-no-comando, tal como tinha tido na expedição do Endurance . Frank Worsley, antigo capitão do Endurance, assumiu o comando do Quest. Outros companheiros eram dois cirurgiões, Alexander Macklin e James McIlroy; o meteorologista Leonard Hussey; o engenheiro Alexander Kerr; o marinheiro Tom McLeod; e o cozinheiro Charles Green. Shackleton tinha-se convencido de que Tom Crean iria aceitar o convite, e chegou mesmo a designá-lo para ficar "responsável pelos barcos ", mas Crean tinha-se reformado da marinha para se dedicar à família em Kerry, e recusou o convite de Shackleton.
Em relação aos membros mais novos, Roderick Carr, piloto neozelandês da Força Aérea Real, foi contratado para voar na aeronave da expedição, um Avro Baby modificado para hidroavião com um motor de 80 cv. Conheceu Shackleton no Norte da Rússia, e prestava serviço como Chefe-de-Estado Maior da força aérea da Lituânia.  Na realidade, o aeroplano não chegou a ser utilizado durante a expedição devido a falta de peças, e Carr passou a assistente doa equipa científica. O grupo científico incluía o biólogo australiano Hubert Wilkins, que tinha experiência no Árctico, e o geólogo canadiano Vibert Douglas, que se tinha candidatado à expedição ao mar de Beaufort. Os recrutas que chamaram mais a atenção do público foram dois membros da Scout Association, Norman Mooney e James Marr. Como resultado da publicidade organizada pelo jornal Daily Mail, estes dois tinham sido escolhidos de entre um grupo de 1700 escuteiros que se tinham candidatado para ir. Mooney, natural das ilhas Órcades, saiu cedo da expedição, deixando o navio na Madeira, sofrendo de enjoo crónico. Marr, de 18 anos de idade, natural de Aberdeen, permaneceu em toda a expedição, valendo-lhe o aplauso de Shackleton e Wild pelo seu desempenho. Depois de ter sido colocado  junto da zona de armazenamento do carvão, de acordo com Wild, Marr "saiu-se muito bem do desafio, demonstrando uma coragem e resistência marcantes ".

## Expedição

### Viagem em direção ao sul

Geórgia do Sul, primeiro porto de paragem sub-antárctico da expedição. O porto Grytviken está indicado na costa norte.

O Quest partiu das Docas de St Katherine, Londres, a 17 de Setembro de 1921, depois de inspecionado pelo rei Jorge V. A multidão juntou-se nas margens do rio e nas pontes, para testemunhar o evento. Marr escreveu no seu diário que pareceia que "toda a Londres se tinha juntado para nos desejar uma emocionada despedida".
A intenção original de Shackleton era de rumar para  a Cidade do Cabo, visitando as ilhas do Sul do Atlântico pelo caminho. Da Cidade do Cabo, o Quest deveria dirigir-se para a Terra de Enderby, na costa da Antártida, onde, uma vez no gelo, exploraria a linha costeira em direção à Terra de Coats, no mar de Weddell. No final da estação do Verão, o navio seguiria para South Georgia antes de regressar à Cidade do Cabo, para efetuar trabalhos de manutenção e preparação para o segundo ano da expedição. No entanto, o desempenho do navio nas primeiras fases da viagem  alterou o calendário planeado. Problemas graves no motor necessitaram que o navio ficasse uma semana em Lisboa, seguindo-se outras paragens na Madeira e em Cabo Verde. Estes atrasos, e a velocidade lenta do navio, alterou o plano de Shackleton que pretendia visitar as ilhas do Atlântico Sul e, em vez disso, dirigiu-se para o Rio de Janeiro, onde o motor foi sujeito a uma manutenção mais profunda. O Quest chegou ao Rio de Janeiro a 22 de novembro de 1921.
A manutenção do motor e a substiruição do topo do mastro principal, atrasaram a expedição em quatro semanas. Isto significava que já não era possível seguir viagem para a Cidade do Cabo e, de seguida, para o gelo. Como alternativa, Shackleton decidiu que o navio iria diretamente para o porto de Grytviken na Geórgia do Sul. Todos os equipamentos e provisões que tinham sido enviados para a Cidade do Cabo teriam que ser desperdiçados, e Shackleton esperava que etas perdas seriam compensadas na Geórgia do Sul. Shackleton não informou ao certo sobre a direção que a expedição iria tomar depois da Geórgia do Sul; Macklin escreveu no seu diário, "O Chefe diz...muito sinceramente que não sabe o que fazer."

### Morte de Shackleton
No dia 17 de Dezembro, um dia antes da partida planeada do Quest do Brasil, Shackleton adoeçeu. Poderá ter sofrido um ataque cardíaco; Macklin foi chamado, mas Shackleton não quis ser examinado e afirmou que "se sentia melhor", na manhã seguinte. Na viagem que se seguiu para a Geórgia do Sul, ele estava, de acordo com alguns membros da tripulação, estranhamente calmo e apático. Começou a beber champanhe de manhã "para acalmar a dor", contrariamente à sua regra de não permitir álcool a bordo. Um forte tempestade veio estragar a festa de Natal que estava planeada, e mais um problema no motor veio atrasar o progresso da expedição, e aumentar o stress de Shackleton. A 1 de Janeiro de 1922, as condições atmosféricas apresentavam-se calmas: "Calma depois da tempestade – o ano começou de forma simpática para nós ", escreveu Shackleton no seu diário. No dia 4 de Janeiro de 1922, a Geórgia do Sul foi avistada, e, mais tarde na manhã daquele dia, o Quest ancorou em Grytviken.

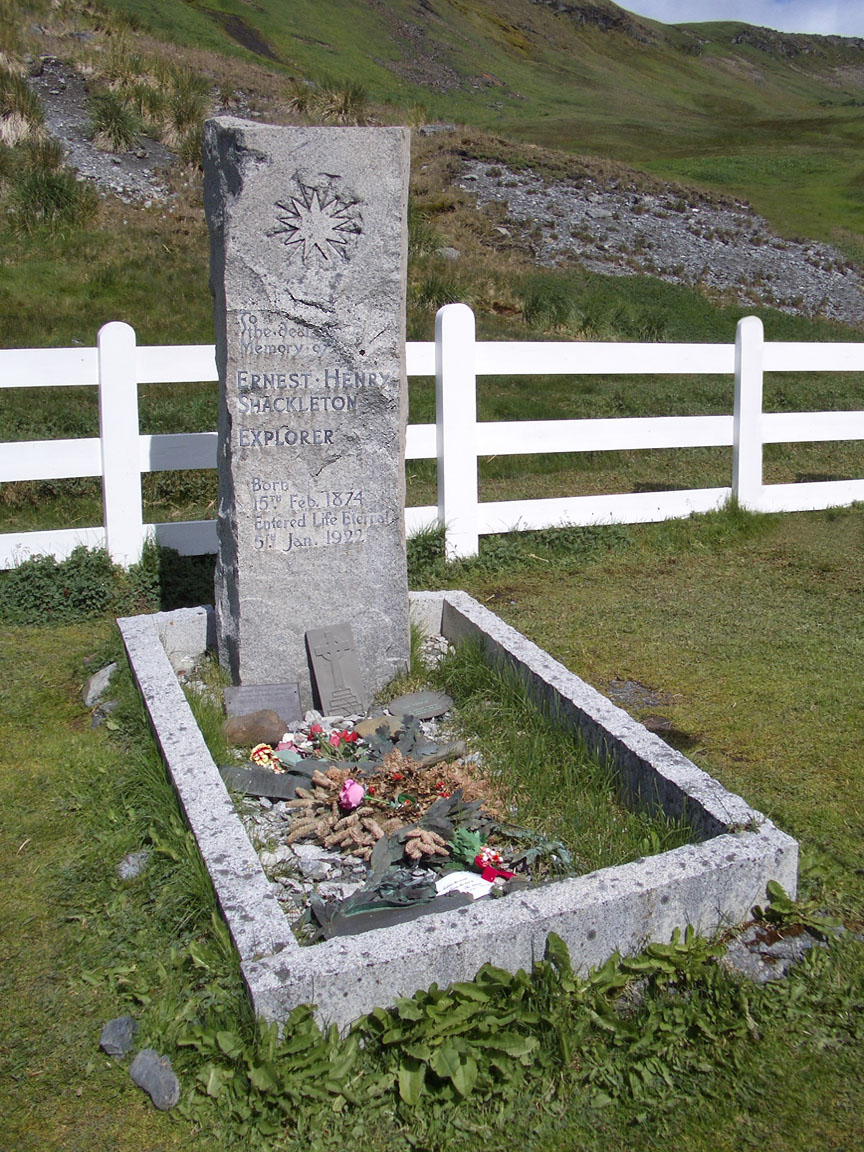
Sepultura de sir Ernest Shackleton

Depois de visitar as instalações de pesca de baleia em terra, Shackleton regressou ao navio, aparentemente, bem-disposto. Disse a Frank Wild que iriam celebrar o Natal atrasado no dia seguinte, e retirou-se para a sua cabina para escrever no seu diário. "O velho cheiro de baleias mortas pentra em todo o lado ", escreveu. "É um lugar estranho e curioso....Um fim de tarde maravilhoso. No escurecer do crepúsculo, observei uma estrela solitária, qual pedra preciosa a pairar sobre a baía." Mais tarde adormeceu, e o cirurgião McIlroy, que tinha terminado o seu turno de vigia, ouviu-o ressonar. Pouco depois das duas horas da manhã do dia 5 de Janeiro, Macklin, que tinha começado o seu turno, foi chamado à cabina de Shackleton. De acordo com o diário de Macklin, encontrou Shackleton a queixar-se de dores nas costas e com séria nevralgia facial, e a pedir analgésicos. Numa pequena troca de palavras, Macklin disse ao seu chefe que ele tinh-se esforçado muito nos últimos tempos, e que precisava de ter uma vida mais normal. Macklin lemra uma pergunta de Shackleton: "Estão sempre a dizer-me para eu desistir das coisas, de que devo eu desistir?" Macklin respondeu "Do álcool, Chefe, acho que não combina consigo."Logo a seguir, Shackleton "sofreu um forte ataque, durante o qual morreu ".
A certidão de óbito, assinado por Macklin, indica a causa da morte como "Ateroma da artérias coronárias e falha cardíaca"—em termos médicos atuais, trombose coronária. Mais tarde nessa manhã, Wild, agora no comando, deu as notícias a uma tripulação em choque, e disse-lhes que a expedição iria continuar. O corpo foi levado para terra, para ser embalsamado, antes de regressar a Inglaterra. A 19 de Janeiro, Leonard Hussey acompanhou o corpo para bordo de um navio-a-vapor que seguia para Montevideo, mas, à chegada, tinha uma mensagem de lady Shackleton, que pedia que o corpo regressasse à Geórgia do Sul para ser enterrado. Hussey acompanhou o corpo a bordo de um navio-a-vapor britânico, e voltou a Grytviken. Ali, a 5 de março, Shackleton foi enterrado no cemitério norueguês; entretanto, o Quest tinha continuado viagem, e assim, dos antigos companheiros de Shackleton, apenas Hussey esteve presente. Na altura, apenas foi colocada uma cruz a marcar a sepultura; só passados seis anos é que seria substituída por uma coluna de granito.

### Viagem ao gelo
Como líder da expedição, Wild tinha que decidir onde a expedição iria agora. Kerr informou que o problema da caldeira era controlável, e depois de novos abastecimentos, tanto de alimentos como de equipamentos, com o que havia de disponível na Geórgia do Sul, Wild decidiu continuar de acordo com o plano original de Shackleton. Ele levaria o navio até à ilha Bouvet e daí para a frente, antes de virar para sul e entrar no gelo, tão perto quanto possível da Terra de Enderby Land, e dar início aos trabalhos de pesquisa costeira. A expedição também deveria investigar uma "Aparição de Terra" na entrada do mar de Weddell, relatada por James Clark Ross em 1842, mas sem ser avistada desde então. No entanto, o que definiria o progresso da expedição seriam as condições atmosféricas, o estado do gelo, e o desempenho do navio.

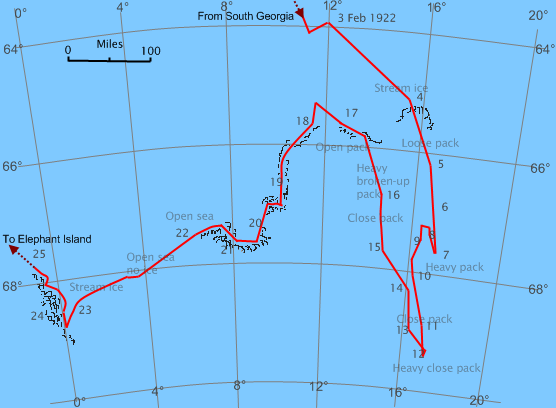
Percurso do Quest entre 3 e 24 de Fevereiro de 1922, mostrando as várias tentativas de penetrar no gelo em direção da costa antárctica

O Quest deixou a Geórgia do Sul a 18 de Janeiro em direção a sudeste, para as ilhas Sandwich do Sul. Havia um pesado swell, de forma que o sobrecarregado navio muitas vezes mergulhava suas amuradas abaixo das ondas, enchendo o waist com água. À medida que iam navegando, Wild escreveu que o Quest rodava como um tronco, necessitava de bombear frequentemente a água que entrava, estava a consumir muito carvão e era lento. Todos estes fatores levaram-no, no final de Janeiro, a mudar o seu plano. A ilha Bouvet foi abandonada em favor de uma rota mais favorável para sul, o que os levou até ao extremo do banco de gelo a 4 de Fevereiro.
"Agora, o pequeno Quest poderá realmente mostrar o que vale ", escreveu Wild, quando o navio entrou numa zona de gelo solto. Wild registou que o Questera o navio de menor dimensão que jamais tinha tentado penetrar no sólido gelo da Antárctida, e pensou no destino de outros que tentaram. "Será que vamos escapar, ou será que o Quest se irá juntar aos outros navios em Davy Jones's Locker?" Nos dias que se seguiram, conforme iam navegando para sul, e com as temperaturas a caírem, o gelo ia ficando cada vez mais sólido. No dia 12 de Fevereiro, chegaram à latitude mais a sul que atingiriam, 69°17'S, e à longitude mais a leste, 17°9'E, ainda longe da Terra de Enderby. Vendo o estado do gelo do mar, e tememdo ficar preso, Wild "operou uma retirada rápida e enérgica " para norte e oeste. Wild ainda tinha esperança de penetrar no gelo e tentar passar para território desconhecido. A 18 de Fevereiro, virou o navio para sul, de novo, mas também não conseguiu ser bem-sucedido. A 24  de Fevereiro, depois de várias tentativas, Wild estabeleceu uma rota através da entrada do mar de Weddell. A sua ideia era tentar visitar a ilha Elefante nas ilhas Shetland do Sul, antes de regressar à Geórgia do Sul no começo do Inverno.

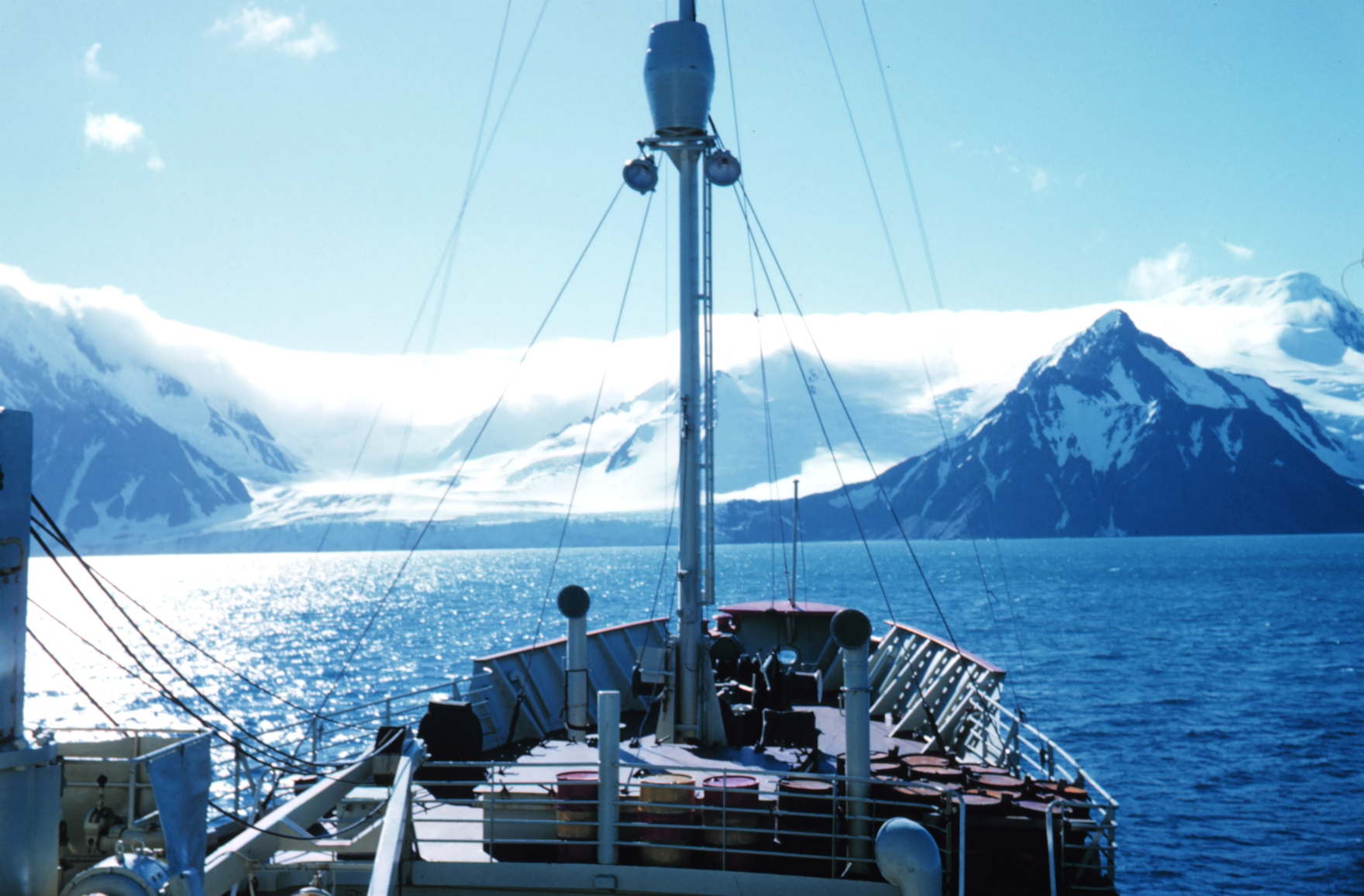
Aproximação à ilha Elefante (fotografia de 1962)

Esta fase da viagem, ao longo do mar de Weddell, foi calma. Wild e Worsley não estavam dando-se bem, de acordo com Macklin, e não havia outro descontentamento entre a tripulação que Wild, por sua própria conta, tratava com ameaça de "tratamento mais drástico". A 12 de março chegaram a 64°11'S, 46°4'W, onde Ross tinha relatado uma "Aparição de Terra " em 1842, mas não viram sinal de nada; uma análise de profundidade a mais de 4200 m nada indicou, o que significava que não havia terra por perto. Entre 15 e 21 de março, o Quest ficou preso no gelo, e a falta de carvão era a principal preocupação. Quando o navio se libertou do gelo, Wild estabeleceu uma rota direta para a ilha Elefante onde esperava que a sua reserva de carvão pudesse ser complementada com a gordura das focas. A 25 de Março, a ilha foi avistada. Wild queria visitar Cape Wild, o local onde a expedição do Endurance acampou, mas o mau tempo não o permitiu. Conseguiram ver o local através de binóculos, observando os antigos marcos, antes de desembarcarem na costa oeste para caçarem focas-elefante. Conseguiram obter gordura suficiente para misturar com o carvão e, com o vento a favor, chegaram à Geórgia do Sul no dia 6 de Abril.

### Regresso

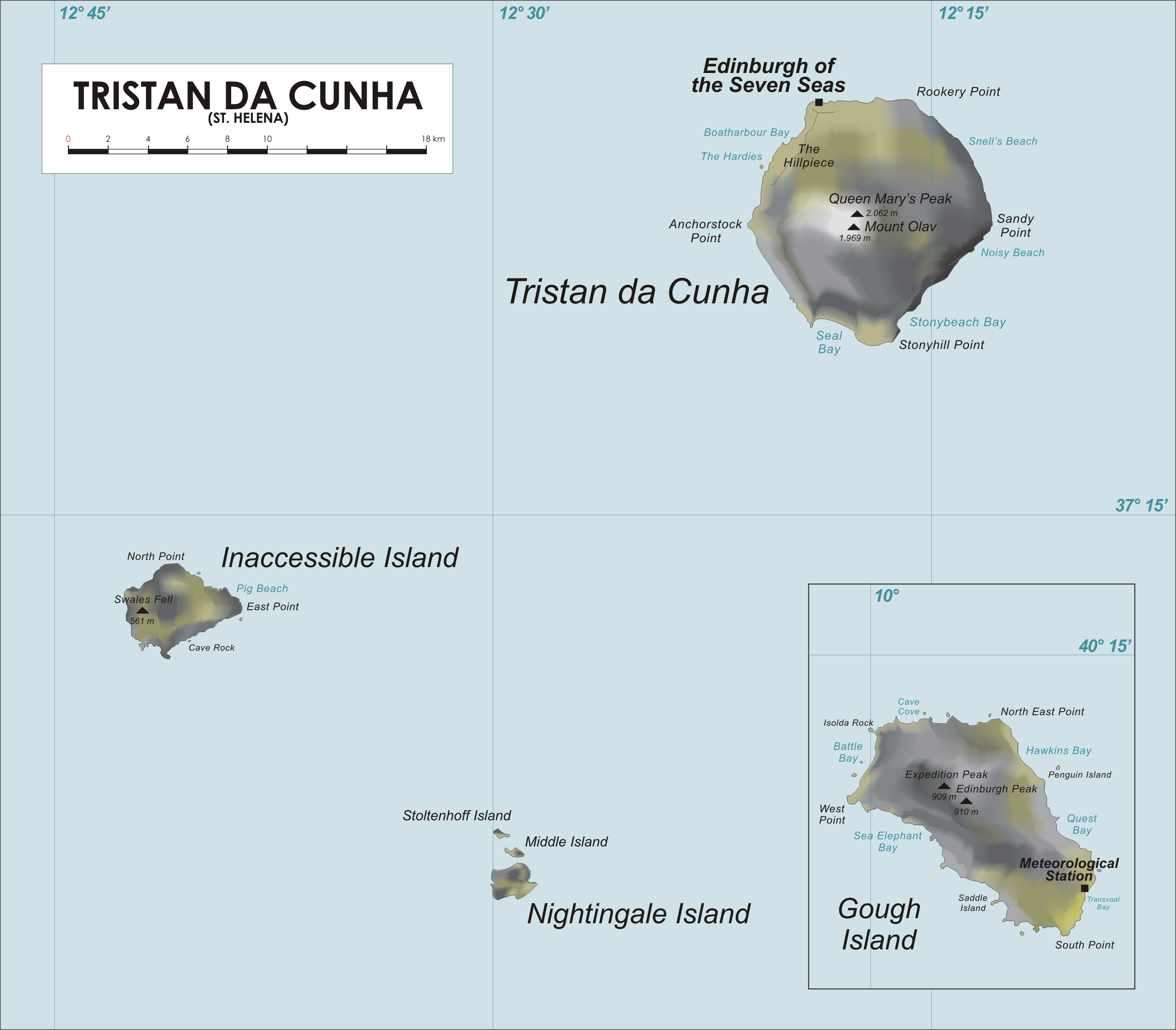
Mapa com a ilha Tristão da Cunha, ilha Inacessível e a Ilha de Gonçalo Álvares, oceano Atlântico

O Quest ficou na Géorgia do Sul durante um mês, tempo esse em que os antigos companheiros de Shackleton erigiram um memorial ao seu ex-líder, num local à situada na entrada do porto de Grytviken. O navio navegou , então, para a África do Sul a 8 de Maio. O primeiro porto de paragem, contudo, seria Tristão da Cunha, uma ilha remota habitada a sudoeste da Cidade do Cabo. Aqui, sob as ordens de escuteiro-chefe, Marr devia apresentar uma bandeira aos escuteiros locais. Depois de uma passagem por "Roaring Forties", o Quest chegou a Tristão da Cunha, a 20 de Maio.
Durante a estadia de cinco dias, com a ajuda de alguns habitantes a ilha, a expedição efetuou alguns curtos desembarques na pequena ilha Inacessível, 32 km a sudoeste de Tristão, e visitaram a ainda mais pequena ilha Nightingale, para recolher algumas espécies. A impressão geral de Wild sobre a estadia em Tristão não foi muito positiva. Verificou a terrível miséria e pobreza em que viviam e escreveu sobre a população: "Eles são ignorantes, fechados ao mundo, enfim, terrivelmente limitados." Apesar desta descrição, a parada de escuteiros e a apresentação da bandeira, tiveram lugar antes do Quest rumar para a Ilha de Gonçalo Álvares, 3200 km a leste. Aqui, os membros da expedição recolheram diversas amostras geológicas e botânicas. Chegaram à Cidade do Cabo no dia 18 de Junho, onde foram recebidos por uma multidão entusiasta. O primeiro-ministro sul-africano Jan Smuts ofereceu-lhes uma recepção oficial e eles foram homenageados em jantares e lanches por organizações locais.
Também se encontraram pelo agente de Rowett, recebendo a mensagem de que deviam regressar a Inglaterra. Wild escreveu: "Gostaria de ter passado mais uma estação no Enderby Quadrant...muito pode ser realizado fazendo da Cidade do Cabo o nosso ponto de partida, e partindo logo no início da estação." No entanto, a 19 de Julho, deixaram a Cidade do Cabo e rumaram para norte. As suas últimas visitas foram a ilha de Santa Helena, ilha de Ascensão e ilha de São Vicente. A 16 de Setembro, um ano após a partida, chegaram a Plymouth.

## Rescaldo e consequências

### Análise

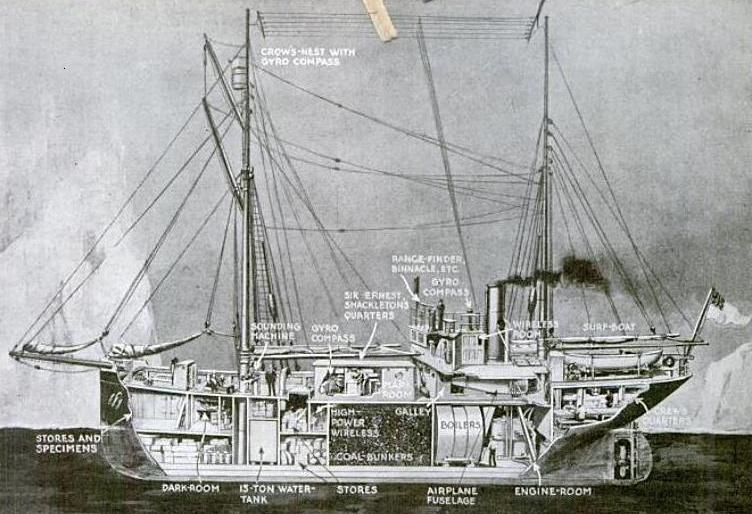
Diagrama em perfil do "Quest" da revista Popular Science, Dezembro de 1921

De acordo com Wild, a expedição terminou de forma "calma", embora o seu biógrafo Leif Mills refira a multidão entusiasta em Plymouth Sound. No fim da sua história, Wild expressou a esperança de que a informação que trouxeram poderia "ser útil para resolver os grandes problemas naturais que nos preocupam ". Estes resultados foram sumariados em cinco apêndices no livro de Wild. Os sumários refletem os esforços da equipa científica para recolher dados e espécimenes em cada porto de paragem, e o trabalho geológico e de pesquisa levados a cabo por Carr e Douglas na Geórgia do Sul, antes da viagem ao sul. Deste material, foram feitos alguns relatórios e artigos, mas foi, de acordo com Leif Mills, "o suficiente para mostrar o trabalho de um ano".
A falta de um objetivo concreto e claro para a expedição, foi agravado por não se ter parado na Cidade do Cabo no caminho para o sul, pois ali havia equipamento muito importante para ser levado. Na Geórgia do Sul, Wild pouco material encontrou para solucionar esta perda — não havia cães na ilha, o que significava que não poderiam ser realizados trabalhos em trenó, eliminando, assim, a ideia de Wild de uma alteração ao plano da expedição, uma exploração da Terra de Graham na península Antártica. A morte de Shackleton antes do início dos trabalhos mais profundos, representou um duro golpe, e foram levantadas dúvidas sobre a capacidade de Wild para o substituir. Alguns relatórios referem que Wild bebia bastante — "praticamente um alcoólico ", de acordo com o biógrafo de Shackleton, Roland Huntford. Mills sugere, contudo que, mesmo que Shackleton não tivesse morrido, e completasse a expedição, ainda assim não teria feito mais do que Wild fez.
Em relação às inovações técnicas, o facto de o hidroavião não ter funcionado, foi outro revés. A expectativa de Shackleton em ser o primeiro a utilizar aquela forma de transporte em água antárcticas, era elevada, e ele mesmo tinha conversado sobre este assunto com o departamento governamental britânico de gestão da Força Aérea britânico. De acordo com a descrição da expedição de Fisher, as peças essenciais da aeronave tinham sido enviadas para a Cidade do Cabo, mas por lá ficaram. O equipamento de longo-alcance, sem fios, de 220-volt, não funcionou como devia, e foi abandonado desde cedo. O pequeno equipamento de 110 volts apenas funcionava dentro de um alcance de 400 km. Durante a visita a Tristão, Wild tentou instalar um novo aparelho de comunicações em fios com a ajuda de um missionário local, mas também sem sucesso.

### Fim da Idade Heroica
Após o regresso do Quest, a expedição seguinte, mais significativa, só se realizaria sete anos depois. As expedições seguintes foram realizadas num contexto diferente, sucedendo à Idade Heroica, a "idade mecânica ".
No final da sua narrativa da expedição Quest, Wild escreveu sobre a Antárctida: "Penso que o meu trabalho ali está concluído "; nunca mais lá voltou, fechando, assim, uma carreira que, tal como Shackleton, deu por encerrada a Idade Heroica. Nenhum dos membros da expedição, veteranos do Endurance, regressariam à Antárctida, embora Worsley tenha feito uma viagem ao Árctico em 1925. Do restante pessoal do Quest, o naturalista australiano Hubert Wilkins tornar-se-ia um aviador pioneiro em ambos os pólos, em 1928, voando desde Point Barrow, Alasca, até a Spitsbergen. Também efetuou várias tentativas, falhadas, durante a década de 1930, em colaboração do aventureiro americano Lincoln Ellsworth, de voar para o polo Sul. James Marr, o escuteiro, depois de acabar os seus estudos como biólogo marinho, voltaria por diversas vezes à Antárctida, integrando expedições australianas, nas décadas de 1920 e 1930. Roderick Carr, o frustrado piloto da expedição, tornou-se Air marshal na Força Aérea Real .